# Властелинът на пръстените (радио)
Романът „Властелинът на пръстените“ на Дж. Р. Р. Толкин е многократно пресъздаван и адаптиран в разни форми, включително в радиозаписи.

## История
Най-известни от радиозаписите са версиите от следните години.

### 1955 – 1956 г.
През 1955 и 1956 година BBC излъчва „Властелинът на пръстените“ като радиоадаптация от 12 части по едноименната история.
Толкин говори в „Писмата на Дж. Р. Р. Толкин“ с пренебрежение за радиодраматизацията, описвайки изпълнението на Том Бомбадил като „ужасно“ и оплаквайки се ядно по отношение на редица други аспекти. Не са запазени каквито и да било записи от поредицата през 1956 г.

### 1979 година
Драматизация от 1979 г. на „Властелинът на пръстените“ е излъчена в САЩ и впоследствие е издадена на касета и CD. На опаковката аудиокасетата липсват имената на екипа и обозначенията. Всеки актьор вероятно е записан отделно и след това ролите са събрани чрез монтаж. Така, за разлика от записите на ВВС, никой от озвучаващия състав не взаимодейства всъщност с останалите; в резултат изпълненията печелят лоши отзиви.

### 1981 година
През 1981 г. ВВС излъчва „Властелинът на пръстените“ под формата на нова, амбициозна драматизация в 26 половинчасови епизода. В ролята на главния герой Фродо Бегинс ролята е озвучена от Иън Холм, който по-късно играе Билбо Бегинс – братовчеда/чичото на първоначалния си герой, този път в игралната трилогия.